# Historia general de las cosas de la Nueva España
Historia general de las cosas de la Nueva España ("História geral das coisas da Nova Espanha") é o título de uma obra escrita, em náuatle e espanhol, pelo religioso franciscano espanhol Bernardino de Sahagún, a princípios do século XVI, pouco depois da Conquista do México por parte dos espanhóis. Para realizar o livro, Sahagún recorreu à indagação direta entre os nativos mexicanos, concentrando-se na região central do México. Portanto, alguns antropólogos —especialmente os mexicanos— reclamam para o freire franciscano o ser um dos antecessores da moderna etnografia.

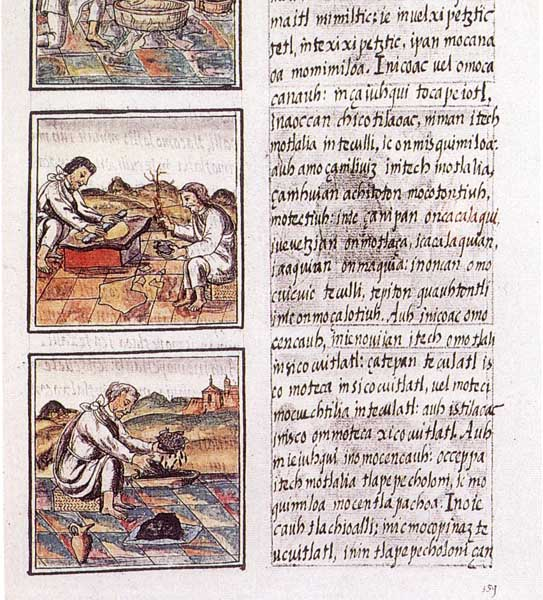
Uma página do Códice Florentino. Este códice, escrito em náuatle e espanhol, é o documento original da Historia general...

Para a sua Historia general..., Bernardino de Sahagún baseou-se nos informes dos estudantes indígenas do Colégio de Santa Cruz de Tlatelolco —situado na atual cidade do México—. Todos os informantes de Sahagún pertenceram à elite asteca. A indagação do monge franciscano começou no mesmo período em que esteve a cargo da instituição que ele próprio fundara em 1536. Entre 1539 e 1558, Sahagún serviu como missionário no que atualmente são os estados de Puebla e Hidalgo. Em Tepeapulco (atualmente no estado de Hidalgo), sítio ao que chegou em 1558, Sahagún coletou outras informações com as que enriqueceu o texto que viera redigindo de 1547 e que tornar-se-ia na História geral das coisas da Nova Espanha.
O propósito de Sahagún ao escrever o seu texto era  fazer conhecer entre os seus colegas missioneiros alguns dos aspectos da cultura e a história dos povos do altiplano central do México. O anterior devia proporcionar aos evangelizadores algumas ferramentas para conhecer melhor algumas situações às que poderiam enfrentar-se na sua tentativa por ganhar adeptos para a Igreja Católica entre os naturais da América. Em uma passagem muito conhecida, Sahagún escrevia que...
| “ | pois que os predicadores e confessores médicos são das almas, para curarem as doenças espirituais convém que tenham experiência das medicinas e das doenças espirituais: o predicador, dos vícios da religião [mesoamericana] para endereçar contra eles a sua doutrina, e o confessor para saber perguntar o que convém, e saber entender o que disseram tocante ao seu ofício. Para predicar contra essas coisas, e ainda para saber se as há, é mister saber como as usavam [os índios] em tempo da sua idolatria. | ” |

A História geral... consta de doze livros nos quais Sahagún enumera e conta vários aspectos da vida e história dos nativos. Os seis primeiros livros tocam de alguma maneira os aspectos religiosos dos indígenas do altiplano central. O livro sétimo versa sobre astronomia. Os livros oitavo, noveno, décimo e undécimo tratam sobre a vida social dos nativos: em eles descreve-se o sistema de governo, crenças e os sistemas de troca de mercadorias. O último livro narra a Conquista do México sobre a base dos relatos que lhe transmitiram os seus informantes. Alguns autores que analisaram a obra de Sahagún coincidem em que nela é possível advertir duas olhadas diferentes. Uma delas reflete o discurso do freire produzido desde o seu próprio sistema de crenças, no que faz uma avaliação da religião e vida dos mesoamericanos. A outra olhada é a do missionário que se limita a descrever de maneira objetiva o que os seus informantes puderam assinalar a respeito da sociedade destruída pela conquista espanhola. 
| “ | ...Encontramos a História de Sahagún separada em duas vertentes. A primeira parece conduzida para uma meta prática: convencer da necessidade de destruir a religião aborígine e guardar-se contra as suas insídias. A segunda persegue uma meta bem diferente: convencer igualmente da necessidade de uma volta às sábias leis naturais do índio. De ali que, inconscientemente, apareça o mundo indígena em valorações tão diversas segundo seja considerado desde uma ou outra meta. | ” |